# احساسات ضد ژاپنی در ایالات متحده
احساسات ضد ژاپنی در ایالات متحده از اواخر قرن نوزدهم تحت عنوان خطر زرد وجود داشته‌است. احساسات ضد ژاپنی در طول جنگ جهانی دوم و نیز در دهه ۱۹۷۰ تا ۱۹۸۰ با ظهور ژاپن به عنوان یک قدرت بزرگ اقتصادی و وقوع معجزه اقتصادی ژاپن به اوج خود رسید.
پس از توقف مهاجرت از چین به دنبال وضع قانون راه‌ندادن چینی‌ها از سال ۱۸۸۲، صاحبان مشاغل در آمریکا شروع به استخدام کارگران ژاپنی کردند، این امر باعث افزایش سریع جمعیت ژاپنی‌ها در این کشور شد، که به نوبه خود جنبش ضد ژاپنی را به سمت تلاش برای کاهش تعداد مهاجران ژاپنی و محدود کردن قدرت اقتصادی و سیاسی آنها سوق داد. برخی تشکیل لیگ تمایز آسیا را به عنوان آغاز جنبش ضد ژاپنی در کالیفرنیا عنوان می‌کنند، این ناحیه به خاطر جمعیت بالای آمریکایی-ژاپنی، مرکز جنبش ضد ژاپنی بود. تلاش آنها در جهت پایان دادن به مهاجرت ژاپنی‌ها بود و مانند جنبش ضدچینی، گروه‌های طرفدار بومی‌گرایی مانند اتحادیه تمایز آسیا، برای محدود کردن لابی (اِعمال نفوذ بر قانون‌گذاران یا مسئولان اجرایی برای وضع یا تصویب قانون یا سیاستی مشخص به نفع فرد یا گروهی خاص) تلاش می‌کردند تا سرانجام، با وضع قانون مهاجرت ۱۹۲۴، ورود ژاپنی‌ها و دیگر آسیایی‌های شرقی به ایالات متحده ممنوع شد، این روند به ایجاد فضای خصومت و تبعیض سیستماتیک انجامید و در نهایت منجر به افزایش فشار برای زندانی کردن و بازداشت دسته‌جمعی ژاپنی‌ها در آمریکا که شامل حدود ۱۲۰٬۰۰۰ ژاپنی آمریکایی می‌شد، در طول جنگ جهانی دوم گردید.